# Keita Goto
Keita Goto (født 8. september 1986) er en japansk fodboldspiller, som spiller for den japanske fodboldklub Fagiano Okayama.